# كفر العنانية
قرية كفر العنانية هي إحدى القرى التابعة لمركز السنبلاوين في محافظة الدقهلية في جمهورية مصر العربية. حسب إحصاءات سنة 2006، بلغ إجمالي السكان في كفر العنانية 3069 نسمة، منهم 1588 رجل و1481 امرأة.